# Paramount Network
A Paramount Network egy amerikai alap kábeltelevíziós csatorna, amely a Paramount Global részlegének MTV Entertainment Group részlegének, a Paramount Media Networks részlegének tulajdonában van. A hálózat főhadiszállása a Paramount Pictures stúdió telkén található Los Angelesben.